# Čitluk
Čitluk é um município e cidade da Bósnia e Herzegovina em Herzegovina-Neretva, no território da Federação da Bósnia e Herzegovina. A capital municipal é a cidade homónima.

## Localidades

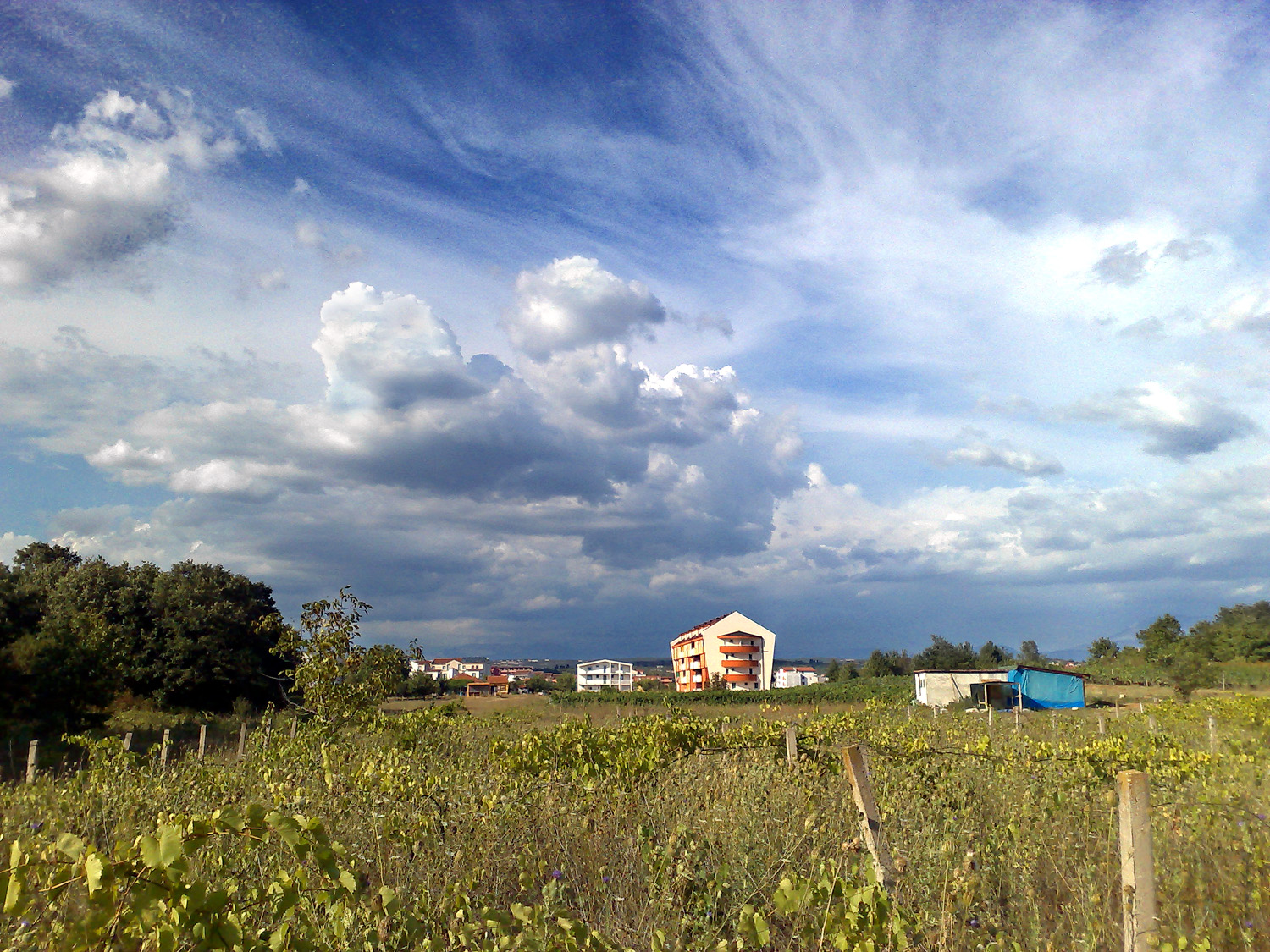
Imagem da localidade de Međugorje.

O município de Čitluk se encontra subdividido nas seguintes localidades:
- Bijakovići
- Biletići
- Blatnica
- Blizanci
- Čalići
- Čerin
- Čitluk
- Dobro Selo
- Dragičina
- Gradnići
- Hamzići
- Krehin Gradac
- Krućevići.
- Donji Ograđenici (Veliki i Mali)
- Međugorje
- Paoča
- Potpolje
- Služanj
- Tepčići
- Gornji Ograđenici (Veliki i Mali)
- Vionica

## Demografia
No ano 2009 a população do município de Čitluk era de 15 852 habitantes. A superfície do município é de 181 quilómetros quadrados, com o que a densidade de população era de 88 habitantes por quilómetro quadrado.

## Esporte
O time de futebol oficial da cidade é o NK Brotnjo.

## Galeria de Imagens

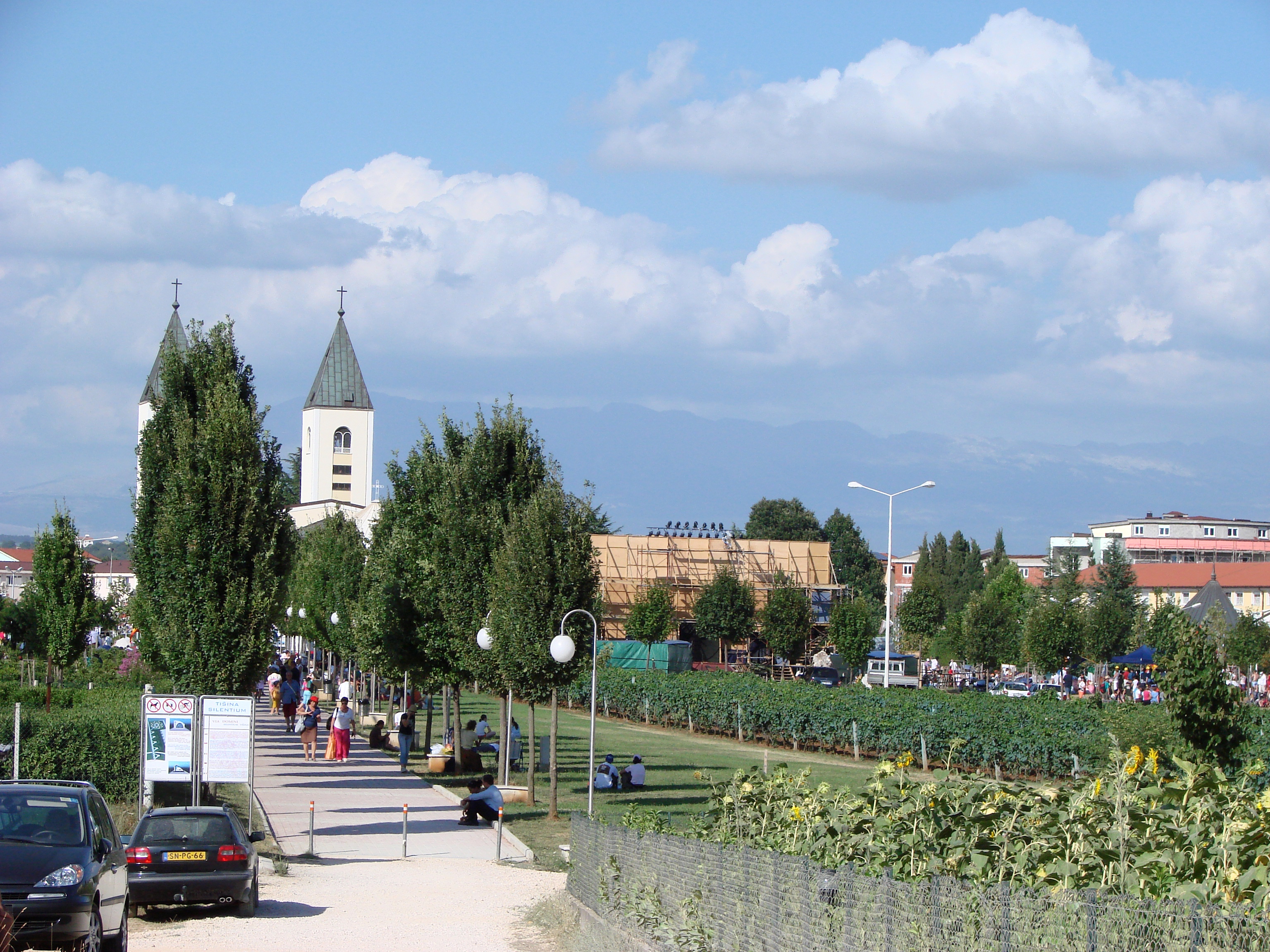
Localidade de Međugorje
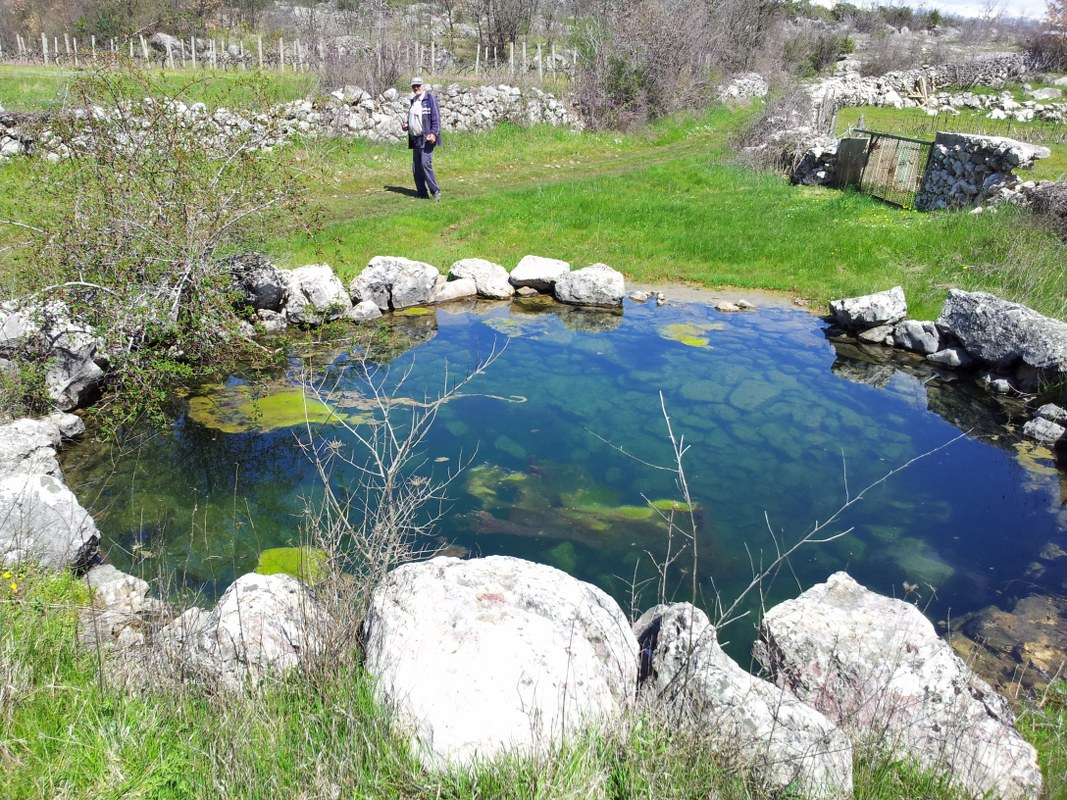
Localidade de Dobro Selo